# Staunton (Virgínia)
Staunton é uma cidade independente localizada no estado americano de Virgínia. A sua área é de 51 km², sua população é de 23,853 habitantes, e sua densidade populacional é de 467,3 hab/km² (segundo o censo americano de 2000).